# Riječke novine
Riječke novine bile su hrvatski katolički politički dnevni list koji je izlazio u Rijeci.

## Povijest
Počele su izlaziti 1912.
redničku politiku vodili su pripadnici novoosnovanog Hrvatskog katoličkog seniorata, organizacije Hrvatskog katoličkog pokreta koju je pokrenuo biskup Antun Mahnić. Među pokretačima bio je i pjesnik i prevoditelj Milan Pavelić.
Uređivao ih je Rudolf Eckert, mladi katolički intelektualac i majstor pera.
List je iskazivao političko stajalište Hrvatskog katoličkog pokreta koje je simpatiziralo ideju "narodnog jedinstva Hrvata, Slovenaca i Srba", koje je objavilo još u prvim brojevima. Sukladno tome su i izvješćivale o balkanskim ratovima, veličajući srpske pobjede u tom ratu.
Objavom Prvog svjetskog rata 1914. riječko državno odvjetništvo zabranilo je rad ovog lista. Time je ovaj dnevni list prestao izlaziti.

## Poznati suradnici
- Milko Kelović[3] i dr.